# Іваново (Цівільський район)
Іва́ново (рос. Иваново, чув. Ивански) — село у складі Цівільського району Чувашії, Росія. Входить до складу Опитного сільського поселення.
Населення — 128 осіб (2010; 121 у 2002).
Національний склад:
- чуваші — 62 %
- росіяни — 35 %